# Armoiries de la Zambie
 (octobre 2024).
Si vous disposez d'ouvrages ou d'articles de référence ou si vous connaissez des sites web de qualité traitant du thème abordé ici, merci de compléter l'article en donnant les références utiles à sa vérifiabilité et en les liant à la section « Notes et références ».
Les armoiries de la Zambie furent approuvées le 24 octobre 1964 quand le pays accéda à son indépendance. Il s'agit d'une modification des anciennes armoiries de la colonie britannique de la Rhodésie du Nord, créées en 1927 ; elles ont été créées par Gabriel Ellison, qui a aussi réalisé le drapeau de la Zambie.

## Caractéristiques
Le blason est composé d'un champ de sable avec six ondes d'argent, placées verticalement. 
Au-dessus du blason, on peut voir un pic et une houe sous une aigle d'or, avec ses ailes déployées.
Le blason est soutenu par deux figures qui représentent deux citoyens zambiens, un homme et une femme.
Sous le blason est représenté un sol de sinople, un puits de  mine, un épi de maïs et un zèbre.
Dans la partie inférieure du blason, écrit sur une ceinture d'argent, on peut lire la devise nationale: “One Zambia, One Nation” («Une Zambie, Une Nation»).

## Significations
Le blason proprement dit représente l'eau des Chutes Victoria sur des roches noires. La couleur noire symbolise aussi la population africaine et ses liens avec le fleuve Zambeze qui donne son nom au pays.
L'aigle est le symbole de la liberté et l'espoir dans le futur de la nation. 
Le pic et la houe représentent l'industrie minière et l'agriculture du pays. 
La tour de la mine, l'épi et le zèbre sont les symboles des ressources minières, agricoles et naturelles de la Zambie.